# Peggy Gou
Kim Min-ji (koreanska: 김민지; RR: Gim Minji), mer känd som Peggy Gou, född 3 juli 1991 i Incheon i Sydkorea, är en sydkoreansk DJ, sångerska, och skivproducent baserad i Berlin i Tyskland. Hon har släppt sju EP:s genom olika skivbolag inklusive Ninja Tune och Phonica. 2019 lanserade hon sitt eget oberoende skivbolag, Gudu Records, och släppte en DJ-Kicks-samling, DJ-Kicks: Peggy Gou, på !k7 Records.[källa behövs] 2023 fick hon ett stort genombrott med låten "(It Goes Like) Nanana".

## Uppväxt
Peggy Gou föddes 1991. Hennes far, Kim Chang-yong, är före detta journalist, professor i masskommunikation vid Inje University och stående kommissionär för Korea Communications Commission.
Gou började med klassiska pianolektioner vid åtta års ålder. När hon var 14 år skickade hennes föräldrar henne till London i England för att studera engelska. Hon flyttade tillbaka till Korea när hon var 18 år gammal, men sex månader senare återvände hon till London för att studera mode vid London College of Fashion. Efter examen arbetade hon som korrespondentredaktör i London för Harper's Bazaar Korea och flyttade sedan till Berlin i Tyskland.

## Karriär
Gou lärde sig DJ 2009 av en vän från Korea. Hon hade sin första spelning i Cirque Le Soir i Soho, och uppträdde senare varje vecka på The Book Club i East London.  2013 lärde hon sig använda Ableton Live och började producera sina egna låtar. Hennes första spår, "Hungboo", färdigprouducerades 2014. Gou hade i slutet av 2016 släppt fyra EPs inklusive Seek for Maktoop, med hitlåten "It Makes You Forget (Itgehane)".
Gou släppte sin musik på skivbolagen Ninja Tune och Phonica 2018.  Samma år vann "It Makes You Forget (Itgehane)" bästa spår vid AIM Independent Music Awards.
I juni 2023 släppte Gou sin åttonde singel "(It Goes Like) Nanana" genom XL Recordings, med en sampling från André Tannebergers låt från 1998, "9PM (Till I Come)". Låten är den ledande singeln för hennes nästkommande album som planeras släppas 2024. Låten blev viral på Tiktok, redan innan låten officiellt släppts, genom ett videoklipp på ett av Gous liveuppträdanden. Singelns framgång markerades med hennes första bidrag på en Billboard-lista där låten nådde topp-40 på "Global 200".

## Diskografi

### EPs
- Art of War (2016)
- Day Without Yesterday / Six O Six (2016)
- Art of War (Part II) (2016)
- Seek for Maktoop (2016)
- Once (2018)
- Moment (2019)